# Thailand Open 2007 - Qualificazioni singolare
Le qualificazioni del singolare  del Thailand Open 2007 sono state un torneo di tennis preliminare per accedere alla fase finale della manifestazione. I vincitori dell'ultimo turno sono entrati di diritto nel tabellone principale. In caso di ritiro di uno o più giocatori aventi diritto a questi sono subentrati i lucky loser, ossia i giocatori che hanno perso nell'ultimo turno ma che avevano una classifica più alta rispetto agli altri partecipanti che avevano comunque perso nel turno finale.
Le qualificazioni del torneo Thailand Open 2007 prevedevano 32 partecipanti di cui 4 sono entrati nel tabellone principale.

## Teste di serie
1. Zack Fleishman (Qualificato)
2. Harel Levy (Qualificato)
3. Simon Stadler (ultimo turno)
4. Dominik Meffert (Qualificato)

1. George Bastl (ultimo turno)
2. Gouichi Motomura (secondo turno)
3. Nick Lindahl (Qualificato)
4. Jean-Claude Scherrer (primo turno)

## Qualificati
1. Zack Fleishman
2. Harel Levy

1. Nick Lindahl
2. Dominik Meffert

## Tabellone

### Legenda
| - Q = Qualificato - WC = Wild card - LL = Lucky loser | - ALT = Alternate - SE = Special Exempt - PR = Protected Ranking | - w/o = Walkover - r = Ritirato - d = Squalificato |

### Sezione 1
|  | Primo turno          | Primo turno          | Primo turno          | Primo turno | Primo turno |  |  | Secondo turno | Secondo turno        | Secondo turno        | Secondo turno | Secondo turno |   |   | Ultimo turno | Ultimo turno   | Ultimo turno   | Ultimo turno | Ultimo turno |  |
|  |                      |                      |                      |             |             |  |  |               |                      |                      |               |               |   |   |              |                |                |              |              |  |
|  |                      |                      |                      |             |             |  |  |               |                      |                      |               |               |   |   |              |                |                |              |              |  |
|  |                      |                      |                      |             |             |  |  | 1             | Zack Fleishman       | Zack Fleishman       | 6             | 6             |   |   |              |                |                |              |              |  |
|  | Weerapat Doakmaiklee | Weerapat Doakmaiklee | Weerapat Doakmaiklee | 6           | 7           |  |  |               | Weerapat Doakmaiklee | Weerapat Doakmaiklee | 1             | 4             |   |   |              |                |                |              |              |  |
|  | Harshana Godamanna   | Harshana Godamanna   | Harshana Godamanna   | 4           | 68          |  |  |               |                      |                      |               |               |   |   | 1            | Zack Fleishman | Zack Fleishman | 6            | 6            |  |
|  | Chris Haggard        | Chris Haggard        | Chris Haggard        | 6           | 6           |  |  |               |                      |                      | David Martin  | David Martin  | 4 | 4 |              |                |                |              |              |  |
|  | Dmitrij Sitak        | Dmitrij Sitak        | Dmitrij Sitak        | 2           | 2           |  |  | Chris Haggard | Chris Haggard        | Chris Haggard        | 3             | 4             |   |   |              |                |                |              |              |  |
|  |                      | David Martin         | David Martin         | 7           | 7           |  |  | David Martin  | David Martin         | David Martin         | 6             | 6             |   |   |              |                |                |              |              |  |
|  | 8                    | Jean-Claude Scherrer | Jean-Claude Scherrer | 63          | 64          |  |  |               |                      |                      |               |               |   |   |              |                |                |              |              |  |

### Sezione 2
|  | Primo turno                 | Primo turno                 | Primo turno                 | Primo turno | Primo turno |  |  | Secondo turno | Secondo turno               | Secondo turno               | Secondo turno               | Secondo turno               |   |   | Ultimo turno | Ultimo turno | Ultimo turno | Ultimo turno | Ultimo turno |  |
|  |                             |                             |                             |             |             |  |  |               |                             |                             |                             |                             |   |   |              |              |              |              |              |  |
|  | 2                           | Harel Levy                  | Harel Levy                  | 6           | 6           |  |  |               |                             |                             |                             |                             |   |   |              |              |              |              |              |  |
|  |                             | Pongsiri Niroj              | Pongsiri Niroj              | 3           | 1           |  |  | 2             | Harel Levy                  | Harel Levy                  | 7                           | 6                           |   |   |              |              |              |              |              |  |
|  | Norikazu Sugiyama           | Norikazu Sugiyama           | Norikazu Sugiyama           | 6           | 6           |  |  |               | Norikazu Sugiyama           | Norikazu Sugiyama           | 64                          | 4                           |   |   |              |              |              |              |              |  |
|  | Niwatt Waewboot             | Niwatt Waewboot             | Niwatt Waewboot             | 1           | 0           |  |  |               |                             |                             |                             |                             |   |   | 2            | Harel Levy   | Harel Levy   | 6            | 6            |  |
|  | Perakiat Siriluethaiwattana | Perakiat Siriluethaiwattana | Perakiat Siriluethaiwattana | 6           | 6           |  |  |               |                             |                             | Perakiat Siriluethaiwattana | Perakiat Siriluethaiwattana | 1 | 0 |              |              |              |              |              |  |
|  | Katsushi Fukuda             | Katsushi Fukuda             | Katsushi Fukuda             | 3           | 3           |  |  |               | Perakiat Siriluethaiwattana | Perakiat Siriluethaiwattana | 7                           | 4                           |   |   |              |              |              |              |              |  |
|  | 6                           | Gouichi Motomura            | Gouichi Motomura            | 6           | 6           |  |  | 6             | Gouichi Motomura            | Gouichi Motomura            | 5                           | 1r                          |   |   |              |              |              |              |              |  |
|  |                             | Ashley Fisher               | Ashley Fisher               | 3           | 2           |  |  |               |                             |                             |                             |                             |   |   |              |              |              |              |              |  |

### Sezione 3
|  | Primo turno       | Primo turno              | Primo turno              | Primo turno | Primo turno |  |  | Secondo turno | Secondo turno | Secondo turno | Secondo turno | Secondo turno |   |   | Ultimo turno | Ultimo turno  | Ultimo turno  | Ultimo turno | Ultimo turno |  |
|  |                   |                          |                          |             |             |  |  |               |               |               |               |               |   |   |              |               |               |              |              |  |
|  | 3                 | Simon Stadler            | 6                        | 4           | 6           |  |  |               |               |               |               |               |   |   |              |               |               |              |              |  |
|  |                   | Peerakit Siributwong     | 3                        | 6           | 2           |  |  | 3             | Simon Stadler | Simon Stadler | 6             | 6             |   |   |              |               |               |              |              |  |
|  | Jeff Coetzee      | Jeff Coetzee             | Jeff Coetzee             | 6           | 6           |  |  |               | Jeff Coetzee  | Jeff Coetzee  | 4             | 3             |   |   |              |               |               |              |              |  |
|  | Pongphun Chimdee  | Pongphun Chimdee         | Pongphun Chimdee         | 2           | 1           |  |  |               |               |               |               |               |   |   | 3            | Simon Stadler | Simon Stadler | 2            | 64           |  |
|  | Tatsuma Itō       | Tatsuma Itō              | Tatsuma Itō              | 6           | 6           |  |  |               |               | 7             | Nick Lindahl  | Nick Lindahl  | 6 | 7 |              |               |               |              |              |  |
|  | Kovit Rattanapech | Kovit Rattanapech        | Kovit Rattanapech        | 2           | 0           |  |  |               | Tatsuma Itō   | 7             | 3             | 4             |   |   |              |               |               |              |              |  |
|  | 7                 | Nick Lindahl             | Nick Lindahl             | 6           | 6           |  |  | 7             | Nick Lindahl  | 64            | 6             | 6             |   |   |              |               |               |              |              |  |
|  |                   | Pitichart Chokchaijaroen | Pitichart Chokchaijaroen | 1           | 2           |  |  |               |               |               |               |               |   |   |              |               |               |              |              |  |

### Sezione 4
|  | Primo turno       | Primo turno       | Primo turno       | Primo turno | Primo turno |  |  | Secondo turno | Secondo turno   | Secondo turno   | Secondo turno | Secondo turno |   |   | Ultimo turno | Ultimo turno    | Ultimo turno    | Ultimo turno | Ultimo turno |  |
|  |                   |                   |                   |             |             |  |  |               |                 |                 |               |               |   |   |              |                 |                 |              |              |  |
|  | 4                 | Dominik Meffert   | Dominik Meffert   | 7           | 6           |  |  |               |                 |                 |               |               |   |   |              |                 |                 |              |              |  |
|  |                   | Rogier Wassen     | Rogier Wassen     | 64          | 1           |  |  | 4             | Dominik Meffert | Dominik Meffert | 6             | 6             |   |   |              |                 |                 |              |              |  |
|  | Scott Lipsky      | Scott Lipsky      | Scott Lipsky      | 6           | 6           |  |  |               | Scott Lipsky    | Scott Lipsky    | 4             | 3             |   |   |              |                 |                 |              |              |  |
|  | Sornsakol Supakit | Sornsakol Supakit | Sornsakol Supakit | 3           | 1           |  |  |               |                 |                 |               |               |   |   | 4            | Dominik Meffert | Dominik Meffert | 6            | 6            |  |
|  | Phillip King      | Phillip King      | 6                 | 6           | 6           |  |  |               |                 | 5               | George Bastl  | George Bastl  | 4 | 4 |              |                 |                 |              |              |  |
|  | Eric Butorac      | Eric Butorac      | 7                 | 4           | 1           |  |  |               | Phillip King    | 3               | 6             | 5             |   |   |              |                 |                 |              |              |  |
|  | 5                 | George Bastl      | 3                 | 7           | 6           |  |  | 5             | George Bastl    | 6               | 3             | 7             |   |   |              |                 |                 |              |              |  |
|  |                   | Luka Gregorc      | 6                 | 5           | 4           |  |  |               |                 |                 |               |               |   |   |              |                 |                 |              |              |  |